# Леонтьев, Андрей Евгеньевич
Андре́й Евге́ньевич Лео́нтьев (16 августа 1948 года, Таллин) — российский археолог, известный археологическими исследованиями Сарского городища и Ростова. Один из авторов Большой российской энциклопедии.

## Биография
В 1971 году окончил Исторический факультет МГУ, в 1975 году защитил кандидатскую диссертацию «Сарское городище в истории Ростовской земли (VIII—XI вв.)». в 1974 году стал научным сотрудником Института археологии РАН. В 1991 году защитил докторскую диссертацию «Археология мери: к предыстории Северо—Восточной Руси». Долгое время был начальником Волго-Окской Археологической Экспедиции ИА РАН, пока в 1999 году не получил назначение на пост директора «Ростовского кремля». В 2009 году был отстранён от должности.

## Участие в экспертных советах
- Экспертный совет по истории, археологии и этнографии РГНФ[1].

## Публикации
Монографии
- Археология мери. К предыстории Северо-Восточной Руси. М., 1996;
- Археология Костромского края. Кострома, 1997 (в соавт. с К. И. Комаровым и др.);
- Меря // Финно-угры Поволжья и Приуралья в Средние века. Ижевск, 1999.

Статьи
- Меря : [арх. 21 октября 2022] / Леонтьев А. Е. // Меотская археологическая культура — Монголо-татарское нашествие [Электронный ресурс]. — 2012. — С. 45. — (Большая российская энциклопедия : [в 35 т.] / гл. ред. Ю. С. Осипов ; 2004—2017, т. 20). — ISBN 978-5-85270-354-5.

Публикации в электронных библиотеках
- Публикации А. Е. Леонтьева в РусАрх.